# Salinas (Californien)
Salinas er hoved- og administrationsby i Monterey County i delstaten Californien. Den havde 150.441 indbyggere i 2010, og ifølge United States Census Bureau dækker den et areal på 60,131 km². Den er den største by i amtet, og 16. største i delstaten, mens der er 159 byer i hele USA som er større end Salinas.
Forfatteren John Steinbeck kom fra Salinas, og han har flere romaner, der finder sted der.

## Venskabsbyer
- Cebu City (Philippinerne) - 1964
- Ichikikushikino (Japan) - 1979
- Jerécuaro (Mexico) - 1996
- Guanajuato (Mexico) - 2007